# The Twisted World of Marge Simpson
«The Twisted World of Marge Simpson» (рус. Запутанный мир Мардж Симпсон) — одиннадцатый эпизод восьмого сезона мультсериала «Симпсоны». Впервые вышел в эфир 19 января 1997 года.

## Сюжет
Однажды члены клуба «Женщины-Инвесторы Спрингфилда» (Эдна Крабаппл, Мод Фландерс, Хелен Лавджой, Агнесс Скиннер, Луан Ван Хутен и Мардж Симпсон) собрались на встречу в кафе. Команда решает инвестировать деньги во что-нибудь рискованное, а когда Мардж пытается отговорить подруг от риска, её единогласно исключают из общества. Дома дети уговаривают Мардж рискнуть и пойти на ярмарку «рискованных» дел. Там она встречается с Женщинами-Инвесторами, которые остановили свой выбор на «Пита-Флотилии». А Мардж, в свою очередь, покупает дело «Сушек».
Поначалу дело неплохо продвигается, но позже «Сушки» Мардж начинают конкурировать с «Пита-Флотилией» Женщин-Инвесторов и превосходство явно не на стороне Мардж. Мардж пытается продавать сушки на стадионе, но из-за яростной публики, разозлённой тем, что мистер Бёрнс выиграл очередной автомобиль Pontiac Trans Sport, все сушки стали метательными снарядами по мистеру Бёрнсу (а также игроку Уайти Форду, случайно попавшему под обстрел).
Гомер решает помочь Мардж и находит продавца «Сушек», но выясняется, что тот скончался. Единственное, что пришло на ум Гомеру - договориться со спрингфилдской мафией. Дела идут всё лучше и лучше, ведь мафия устраняет всех конкурентов, начиная с хот-догов Ганса Молмана и заканчивая «Пита-Флотилией» Женщин-Инвесторов. Но приходит время платить долги Жирному Тони, на что Гомер отвечает отказом. Тогда Мафия заставляет Мардж заплатить им все деньги или она пожалеет. Мардж злится на Гомера за то, что тот обратился к мафии, но Гомер объяснил ей, что слишком хотел ей помочь. На следующий день мафия возвращается и пытается вытрясти из Мардж деньги. Но тут, к счастью, приходят Женщины-Инвесторы. Они решили пойти тем же путём, что и Гомер, и наняли банду якудзы из пятерых человек. Между мафией и якудзой начинается драка. Гомер и Мардж уходят в дом, хотя Гомеру было очень любопытно, как кончится разборка.